# Michał Sadykiewicz
Michał Sadykiewicz (ur. 26 października 1924 w Łodzi, zm. 24 września 2016 w Warszawie) – pułkownik Sił Zbrojnych Polskiej Rzeczypospolitej Ludowej, zdegradowany w 1972.

## Życiorys
Syn Bencjona (Bolesława) i Sary. Pochodził z rodziny żydowskiej. Po agresji Niemiec na Polskę wraz z rodziną schronił się na terenach zajętych przez ZSRR. Następnie Sadykiewiczowie przenieśli się do Tambowa, na południowy wschód od Moskwy. Tam ukończył szkołę średnią.

### Kariera wojskowa
Po wybuchu wojny niemiecko-radzieckiej zgłosił się jako ochotnik do Armii Czerwonej. Od 1943 służył w Wojsku Polskim sformowanym w ZSRR. W jego szeregach walczył na froncie wschodnim. Po wojnie był zaangażowany w walki z podziemiem antykomunistycznym i oddziałami UPA. Wstąpił również do Polskiej Partii Robotniczej. W 1950 został awansowany do stopnia pułkownika. Objął dowództwo nad 9 Drezdeńską Dywizją Piechoty w Rzeszowie (sprawował to stanowisko do 1953). W 1954 ukończył studia w Akademii Sztabu Generalnego w Rembertowie. Pracował w Sztabie Generalnym Wojska Polskiego. W latach 60. zajmował również stanowisko zastępcy szefa Zarządu Szkolenia w Dowództwie Wojsk Lądowych. Napisał scenariusze do trzech filmów dokumentalnych: Podchorążacka etiuda (1962), Malwa 13 (1962) i Dzieje piechoty (1965). 
Usunięty z wojska w stopniu pułkownika rozkazem z 18 lipca 1967 za „zajmowanie stanowiska niezgodnego z polityką partii” – w czasie pełnienia służby „utrzymywał kontakt z osobami o poglądach nacjonalistyczno-syjonistycznych”. Od kwietnia 1968 ubiegał się o wyjazd na pobyt stały do Izraela. Wyjechał z Polski w czerwcu 1971 po cofnięciu zastrzeżenia Wojskowej Służby Wewnętrznej. Został zdegradowany 26 kwietnia 1972. W 1976 wpisany na indeks osób niepożądanych w PRL, skreślony z indeksu 15 stycznia 1988.
Później osiadł z rodziną w Londynie i otrzymał brytyjskie obywatelstwo. Na emigracji publikował swoje teksty w „Zeszytach Historycznych”. W latach 1983–1988 kilka jego prac na temat wojskowości opublikował amerykański think thank RAND Corporation. Do Polski wrócił wraz z rodziną w 1990.
Był bliskim przyjacielem Wojciecha Jaruzelskiego, którego znał jeszcze od czasów II wojny światowej, który jednak usunął go z wojska w 1967 i zdegradował do stopnia szeregowego w 1972 roku.

## Publikacje
- Kawaleria powietrzna: problemy ruchliwości wojsk lądowych. Warszawa: Wydawnictwo Ministerstwa Obrony Narodowej, 1963. Brak numerów stron w książce[10]
- The Media and Intra-Elite Communication in Poland: The Role of Military Journals, Annex. 1983. Brak numerów stron w książce[11]
- Wartime Missions of the Polish Internal Front. 1986. Brak numerów stron w książce[12]
- Soviet-Warsaw Pact Western Theater of Military Operations: Organization and Missions. 1987. Brak numerów stron w książce[13]
- The Warsaw Pact Command Structure in Peace and War. 1988. Brak numerów stron w książce
- Organizing for Coalition Warfare: The Role of East European Warsaw Pact Forces in Soviet Military Planning. 1988. Brak numerów stron w książce[14]